# سنكاك
سنكاك (SNCAC) أختصار ل المركز الوطني للصناعات الإنشائية (Société Nationale de Constructions Aéronautiques du Centre، الذي يعرف أحيانا باسم إيروسنتر Aérocentre) كانت شركة فرنسية لصناعة الطائرات تم إنشاؤها بتأميم شركات فرمان أفياتيون وركس وهانريوت في عام 1936.
تم تصفيتها بعد الحرب العالمية الثانية، مع توزيع الأصول بين الشركات الوطنية الأخرى سنكان، سنكاسو وسنيكما في عام 1949.

## الطائرات
- SNCAC NC.130
- SNCAC NC.150
- SNCAC NC 211 Cormoran  [لغات أخرى]‏
- SNCAC NC.150
- SNCAC NC-290 - abandoned project for a four-engined (رولز رويس نين) jet transport for 60 passengers.
- SNCAC NC.420
- Farman NC.470
- SNCAC NC.510
- SNCAC NC.530
- SNCAC NC-600
- SNCAC NC.701 Martinet  [لغات أخرى]‏
- SNCAC NC.702 Martinet  [لغات أخرى]‏
- SNCAC NC.800 Cab - abandoned project for a light twin-engined transport
- NC.832 Chardonneret  [لغات أخرى]‏
- NC.840 Chardonneret  [لغات أخرى]‏
- NC.841 Chardonneret  [لغات أخرى]‏
- SNCAC NC.851
- SNCAC NC.853
- SNCAC NC.854
- SNCAC NC.855
- SNCAC NC.856
- فوك وولف فو 190
- SNCAC NC.1070
- SNCAC NC.1071
- SNCAC NC 1080
- SNCAC NC.2001 Abeille
- SNCAC NC.3021 Belphégor  [لغات أخرى]‏